# Ratas de la ciudad
Ratas de la ciudad es una película mexicana dramática de 1986, dirigida y protagonizada por Valentín Trujillo.

## Argumento
Pedro es un profesor de educación física que en busca de trabajo, se ha trasladado a la Ciudad de México junto con su hijo. Un día a la salida del parque de diversiones, su hijo es atropellado por un policía prepotente, quien utiliza sus influencias y la corrupción de la institución para salir libre e impune del incidente, sin embargo, Pedro se enfada con el policía golpeándolo e hiriéndolo, por tal motivo es enviado a la cárcel. Mientras su hijo, lesionado de una pierna, es hospitalizado, y al no tener noticias de su padre escapa. Cinco años después, el niño se ha unido a una banda criminal integrado por niños de la calle, por su parte Pedro sale de la cárcel y se incorpora a la policía, donde continúa la búsqueda del menor.

## Reparto
| Actor                     | Personaje     |
| ------------------------- | ------------- |
| Valentín Trujillo         | Pedro Macías  |
| Rodolfo de Anda           | Zúñiga        |
| Angélica Chain            | Rita González |
| Roberto «el Flaco» Guzmán | Pachuco       |
| Isaura Espinoza           | Secretaria    |
| Humberto Elizondo         | Flaco         |
| Joaquín Cordero           | Médico        |
| Lyn May                   | Prostituta    |
| Lourdes Munguía           |               |
| Marcia Bell               |               |

## Créditos
- Estreno: el 15 de mayo de 1986 en el cine Chapultepec, Insurgentes, Carrusel, Dolores del Río, Mariana y Lago Industrial.[1]
- Guion: Valentín Trujillo y Gilberto de Anda
- Fotografía: Antonio de Anda y José Luis Lemus
- Duración: 95 minutos

La película tiene valor como documento social, dado que muestra diversos aspectos de la ciudad, como el extinto parque de diversiones Reino Aventura, ubicado en la entonces Delegación Tlalpan, el Centro Histórico y el Reclusorio Oriente, diversas estaciones de metro, entre otras tomas. Además hace alusión a dos grupos guerrilleros; al Frente Farabundo Martí para la Liberación Nacional (minuto 37), y su avance en El Salvador, y a un grupo de guerrilla urbana al que acribilla la policía (minuto 59).